# (35343) 1997 GV36
1997 GV36 (asteroide 35343) é um asteroide da cintura principal. Possui uma excentricidade de 0.13442130 e uma inclinação de 1.44649º.
Este asteroide foi descoberto no dia 3 de abril de 1997 por Kin Endate e Kazuro Watanabe em Kitami.